# Ein Mädchen wird vermisst
Ein Mädchen wird vermisst (französischer Titel: Une jeune fille disparaît) ist ein deutscher Fernsehfilm von Markus Imboden aus dem Jahr 2021. Nach Ein Kind wird gesucht (2017) und Die Spur der Mörder (2019) ist dies der dritte Kriminalfilm mit Heino Ferch in der Hauptrolle als Sonderermittler Ingo Thiel. Das Drehbuch schrieben erneut Katja Röder und Fred Breinersdorfer. Die TV-Erstausstrahlung des Films erfolgte in Deutschland und Frankreich am 17. September 2021 auf ARTE.

## Handlung
Die vierzehnjährige Nele Sommer ist seit ihrer Geburt an Diabetes erkrankt. Dennoch ist sie eine ehrgeizige und begeisterte Synchronschwimmerin. Nach einem Training verschwindet Nele spurlos. Unter der Leitung von Hauptkommissar Ingo Thiel nimmt eine Sonderkommission die Ermittlungen auf. Recht schnell stellt sich dabei die Frage, ob die Schülerin tatsächlich einem Gewaltverbrechen zum Opfer gefallen oder eher von selbst ausgerissen ist. Letzteres untermauert zumindest die Tatsache, dass sie von ihrem Vater stark kontrolliert wurde. Die Zeit drängt, denn das Insulin, das Nele vorrätig hat, reicht maximal eine Woche.
Bei der Spurensuche wird auch Neles Zimmer kontrolliert. Dabei finden die Ermittler ein auffallend teures Stück Unterwäsche, wie es für Vierzehnjährige eher ungewöhnlich ist. Die Herkunft ist aufgrund der Exklusivität schnell zu ermitteln und führt in ein Wäschefachgeschäft im Ort. Der dortige Kaufhausdetektiv erkennt Nele auf einem Foto der Polizei und gibt an, dass er das Mädchen und eine Freundin vor einiger Zeit beim Diebstahl erwischt, ihnen aber auch die Chance gegeben hätte, die Stücke einfach wieder zurückzuhängen, was er dann nicht ahnden wollte. Kontrolliert hätte er dies aber nicht, sondern sich auf die Ehrlichkeit der Mädchen verlassen. Somit wird Neles Freundin Anna befragt, die aber angeblich nichts von Neles Verschwinden weiß. Aufgrund der letzten Einwähldaten von Neles Handy und der Richtung, die ein eingesetzter Mantrailer angezeigt hatte, wird ein Waldstück näher untersucht, wo am Ende tatsächlich das Handy gefunden wird.
Die Ermittlungen bringen auch zutage, dass Neles Vater falsche Angaben über seinen tatsächlichen Aufenthaltsort am Abend des Verschwindens gemacht hat. Er kann dies damit erklären, dass er seiner Frau nachspioniert hatte, weil sie seit einiger Zeit ein heimliches Verhältnis mit ihrem Chef hat.
Nach 8 Tagen der Suche wird Nele tot an einem Baggersee gefunden. Ihr Körper trägt zahlreiche Wunden, die auf heftige Abwehrreaktionen zurückzuführen sein dürften und es findet sich fremde DNA an ihrem Slip. Vergewaltigt wurde sie nicht, aber brutal erwürgt. In der Nähe des Ablageortes der Leiche befindet sich die Hütte eines Anglervereins. So werden alle Mitglieder dieses Vereins zum Gentest gebeten, der zwar nicht direkt zum Täter führt, aber zu einem nahen Verwandten. Gesucht wird nun ein männlicher Verwandter väterlicherseits in gerade Linie zu einem der Angler. Wichtigster Kandidat dafür ist  Frank Dehler, ein junger Mönch, dessen Probe aber negativ ist und der aussagt, keine weiteren Geschwister zu haben. Das will Ingo Thiel genauer prüfen und befragt dessen Mutter. Paula Dehler gibt nur widerwillig Auskunft über ihren seit Jahren verstorbenen Mann und es findet sich auch keine verwertbare DNA. Einen entscheidenden Hinweis liefert den Ermittlern dann aber eine Briefmarke auf einer alten Postkarte. Obwohl der Speichel daran komplett eingetrocknet und über 30 Jahre als ist, gelingt eine Genanalyse. Diese belegt, dass Frank Dehlers Vater hundertprozentig der Vater des Täters ist. Somit muss es von ihm einen unehelichen Sohn geben. Diese Suche führt am Ende zu Oliver Frenzel – der als Ladendetektiv in dem Kaufhaus arbeitet, das die Ermittler schon einmal aufgesucht hatten. Frenzel wird am 73. Tag der Suche festgenommen. Als Täter über seine DNA überführt, gesteht er, Nele aufgelauert und erpresst zu haben. Als Gegenleistung dafür, dass er sie wegen des Diebstahls nicht anzeigt, wollte er etwas Zärtlichkeit von ihr. Sie sei dann panisch geworden, hätte um sich geschlagen und meinte, für ihn völlig unverständlich, unbedingt etwas essen zu müssen. Er habe dann zugedrückt.

## Hintergrund
Die Dreharbeiten zu Ein Mädchen wird vermisst fanden im Zeitraum vom 17. November bis zum 16. Dezember 2020 in Köln und Umgebung statt. Der Film entstand im Auftrag des ZDF und Arte durch die Lailaps Pictures GmbH.
Auch diese dritte True-Crime-Verfilmung um den Ermittler Ingo Thiel beruht auf einer wahren Begebenheit. Höchstwahrscheinlich handelt es sich um den Fall der 13-jährigen Yara im November 2010 in Bergamo. Sie verschwand auf dem Nachhauseweg nach einem Sporttraining. Ein Massengentest ergab zwar keinen Treffer, brachte jedoch eine Person mit ähnlichem Genmuster hervor. Über den auf ähnliche Weise wie im Film ermittelten biologischen Vater gelangten die Ermittler auf den Täter, einen Sohn aus einer außerehelichen Affäre.

## Rezeption

### Einschaltquoten
Nur wenige Wochen nach der TV-Premiere am 17. September auf Arte wurde Ein Mädchen wird vermisst am 8. November 2021 dann als Fernsehfilm der Woche auch erstmalig im ZDF gesendet, was von 6,97 Millionen Zuschauern verfolgt wurde und somit einen Marktanteil von 23,6 Prozent erreichte. Aus der Zielgruppe der 14- bis 49-jährigen Zuschauer sahen sich 0,63 Millionen den Film an, was einem Marktanteil von 8,9 Prozent entsprach.

### Kritik
Oliver Armknecht von film-rezensionen.de meinte: „Von den unzähligen Krimireihen, die unentwegt im deutschen Fernsehen an den Start gehen, war die um den Polizisten Ingo Thiel sicher einer der interessanteren. Dass deren Fälle auf wahren Geschichten basieren, wie immer voller Stolz betont wird, ist dabei weniger ausschlaggebend. Denn das kann alles Mögliche bedeuten, wie Filme immer wieder unter Beweis stellen, die einen sehr großzügigen Umgang mit den Vorlagen pflegen.“ „Hier wurden […] wahllos irgendwelche Klischees zusammengeworfen, die weder für sich allein, noch in Kombination interessant sind.“ Insgesamt bewertet Armknecht den Film als recht schwach, teilweise sogar als „absurd“.
Die Kritiker der Fernsehzeitschrift TV Spielfilm bewerteten den Film mit dem Daumen nach oben und sprachen von einem hochemotionalen Krimidrama, in dem Heino Ferch erneut in der Hauptrolle als Sonderermittler Ingo Thiel überzeugt – „Heinos Hartnäckigkeit sorgt für jede Menge Spannung“.
Martina Kalweit bei tittelbach.tv: „Röder/Breinersdorfer ist es gelungen, der Krimiflut des deutschen Fernsehens eine neue Facette hinzuzufügen. Fall Nummer drei, diesmal unter der Regie von Markus Imboden, übernimmt die Alleinstellungsmerkmale der Vorgänger. Auch er erzählt schnörkellos vom zermürbenden Kleinklein der Ermittlungsarbeit. Auch er zählt die Tage herunter, die ein Fall beansprucht, der nach vier Wochen offiziell als ‚ausermittelt‘ gilt, obwohl die Tätersuche knapp dreimal so viel Zeit in Anspruch nimmt. Auch er verzichtet auf experimentelle Erzählformen, schräge Kameraperspektiven, Action-Einlagen oder zu viel Musik. Und lebt von einem Kommissar, der gegen alle Regeln verspricht, den Mörder zu finden.“
Bei Prisma.de schrieb Maximilian Haase: „Nervenzehrend wird hier jedes Detail ausgewertet, schön durchdachte und plotgerechte Kausalitäten, die zum Täter führen, sind die große Ausnahme. So wie in der Realität eben.“ „Die Kombination aus echten Fällen, Krimiatmo und Heino Ferch dürfte auch nach dem dritten Film weiterhin gut funktionieren.“